# Szentistván
Szentistván nagyközség Borsod-Abaúj-Zemplén vármegyében, a Mezőkövesdi járásban.
A vármegye déli részén helyezkedik el, Mezőkövesd és Tard mellett a három matyó település egyike. A matyó népcsoport eredete vitatott: van, aki szerint a palócok rokonai (azokból kiszakadt töredék népcsoport), mások szerint a kabarok vagy a kunok leszármazottai lehetnek.

## Fekvése
Az Alföld északi részén, a Borsodi-mezőség területén helyezkedik el, a 3-as főúttól és az M3-as autópályától délre, pár kilométerre. A települést keletről a Tardi-ér (régebbi nevén Orosz-ér) érinti. 

### Megközelítése
Mezőkövesd felől a 3303-as, Mezőnyárád–Mezőkeresztes felől pedig a 3304-es út vezet a településre, déli szomszédai (Egerlövő, Borsodivánka és Négyes) irányából ellenben csak burkolatlan utakon érhető el.

## Története
A község egyik első ismert okiratos említése 1333-ból származik, akkor a pápai tizedjegyzékekben szerepelt a neve, De Sancto Stephano formában; a település pápai tized címén 7-10 garast fizetett. A falunév eredete azzal függhet össze, hogy Ernye bán fia, István nádor az államalapító szent István király tiszteletére építtetett itt templomot, egyes feltevések szerint még 1315 táján (más forrás ezt 1332-re teszi).
1396-ból egy oklevélben Senth Isthuan alakban bukkan fel a neve, majd egy 15. századi forrás Zentesthwan néven említi; ugyanonnan kiderül, hogy országút kötötte össze Tiszavalkkal.
Borovszki Samu Borsod vármegye története című művében azt olvashatjuk Szentistvánról, hogy abban az időben a nemesi vármegye negyedik járásába (későbbi nevén az ónodi járásban) tartozott, ezt korábbról egy 1544-ből származó adólajstrom is megerősíti. Birtokosai közé tartoztak a karthauzi szerzetesek, 1557-ben pedig Ferdinánd király az egri káptalannak adományozta a falut.
1544-ben, Buda török elfoglalása után 3 évvel a község elpusztult, elhagyottá vált, határát idegenek (a szomszédos települések lakói) használták, amiért a káptalan panasszal élt ellenük.
Az 1596-os mezőkeresztesi csata után a török egész Alsó-Borsodot feldúlta, ebből az időből Szentistvánt is puszta helyként említik a források. Hogy újból benépesüljön, 1682-ben a Heves vármegyei Apátfalváról telepítettek ide jobbágyokat. (A török egyébként olyan pusztítást végzett, hogy a mezőkövesdi járás teljes egészében megszűnt, területét a nemesi vármegye más járásai között osztották szét. Ekkoriban szűnt meg a környék több korábbi települése is, mint Tétes, Montaj, Tilaj és Pazsag.)
A 16. századtól a 3 részre szakadt ország területén élők közül azok voltak a legrosszabb helyzetben, akik a török hódoltsági terület és a Magyar Királyság megmaradt területének határsávja közelében éltek, hiszen a harcok következtében e területek gyakran gazdát cseréltek, a lakosoknak pedig emiatt rendszeresen kétfelé kellett adót fizetniük. Így éltek az itteni emberek is; 1682-ből például ismert, hogy a falunak török földesura is volt, Ali Ahmet Csorbacsia, de magyar tulajdonosa is, az egri káptalan.
A török kiűzését követően, 1705-ben az egri káptalan szabad költözésű jobbágyokat telepített a faluba. Az elkövetkező időszakban az elemi csapások okoztak sok nehézséget az itt élőknek: 1754-ben jégverés, 1693-ban, 1748-ban és 1782-ben pedig sáskajárás pusztított a határban. Az 1754. évi jégverés olyan mértékű volt, hogy a lakosok teljesen tönkrementek, s a vármegye a község adóját is elengedni kényszerült.
A 18. században rövid ideig a Mezőszentistván nevet viselte a falu. 1771-ben Mária Terézia királynő a községnek Urbáriumot adományozott, ebben meghatározva, hogy a település jobbágyai milyen szolgáltatásokkal tartoznak földesuraiknak. Az ezt megelőző évben született okmányon - mely a szentistváni jobbágyoknak feltett 9 kérdést és feleleteiket tartalmazta, a szolgáltatásokkal kapcsolatban - pedig a következő aláírások szerepelnek: Juhász Péter bíró, Nyeste Gergely esküdt, Lövei István esküdt, Pápai János esküdt, Simon Péter esküdt.
1699-ben, pap hiányában Geszty István nevű licenciátus működött a korábbi harcokban megrongálódott templomban, de 1719-től már felszentelt pap vezette az anyakönyveket. Az 1746. évi egyházlátogatás résztvevői kis kőtemplomot találtak itt, boltozott szentéllyel. A káptalani kegyúr 1751-ben kezdte meg egy nagyobb, barokk stílusú templom építését, melynek munkálatai 1759-ben fejeződnek be, 1768-ban áldották meg és három oltárt helyeztek el benne. A főoltáron Kracker János Lukács Szent István felajánlja Magyarországot Szűz Máriának című festménye kapott helyet.
Az 1700-as években gondot jelentett a falubelieknek az itt tartózkodó osztrák katonaság ellátása, csakúgy, mint a közelben (Montaj, Tilaj kocsmáiban) lappangó betyárok jelenléte, károkozása.
Az 1848-49-es szabadságharcban a község lakói közül többen a borsodi nemzetőrök seregében teljesítettek szolgálatot; derekasan küzdtek Pákozdnál (1848. szeptember 29.), majd a lajtai táborba kerültek. Később a szentistváni századot (a miskolci, edelényi, kassai, papi, keresztesi századokkal együtt) Eperjesre küldték, mivel ott volt rájuk szükség. A kápolnai csatavesztés (1849. február 26-27) után a falun keresztül vonult vissza a magyar sereg a Tisza felé. Március 1-jén délután 4 órakor Szentistvánra érkezett a csapatok parancsnoka, Görgei Artúr honvédtábornok is. Rövid itt tartózkodás után Egerlövő felé, a Tisza irányába vonultak tovább, hogy később felkészüljenek a tavaszi hadjáratra.
Az első világháborúban az itteni férfilakosságból mintegy 1000 fő harcolt katonaként, közülük hősi halált halt 123, hadirokkant lett 60 fő.
A két világháború között a szentistváninak zöme, csakúgy, mint a többi borsodi községek lakói, summásként kereste a kenyerét. Elszegődtek nagybirtokokra, gazdaságokba 6 hónapos idénymunkára. Az ország sok részére eljutottak így (például Mezőhegyesre, Nagydorogra, Szécsénybe, Selypre, Gyöngyösre, Eszterházára, Sárkeresztesre) sőt még Németországba is.
Az 1930-as években a községhez tartoztak az alábbi településrészek: Tilajpuszta, Nyárjas, Nagymontaj, Salamonta, Batúz, Fehérlói-csárda, Papp-tanya, Vitéz-tanya, Ördög-tanya, Falutag. A határ területe ekkor 9495 katasztrális hold volt, amiből 4500 katasztrális hold az egri székesfőkáptalan birtokában volt. Sok volt az 1-2 holdas törpebirtokos (számuk ekkor 425 volt), középbirtokos (100-1000 hold közötti) viszont csak 5 volt, együttesen 2080 katasztrális holdnyi területtel.
A második világháború idején, mielőtt a front ideért, négy, az alakulatától megszökött katonát, akiket emiatt hazaárulónak nyilvánítottak, az átvonuló magyar katonai csendőrség elrettentésül  felakasztatott a Kossuth utca végén lévő póznára. Őket ezután a helyi temetőben közös sírba temették.
1944. november 7-én a község lakosait át akarták telepíteni Homokterenyére. Aláaknázták a templomot, s mindent előkészítettek a távozásra. A falu lakossága viszont a templom előtt gyülekezve, vitéz Suba Pál plébános vezetésével megtagadta a költözési parancsot. Harcra a községben nem került sor, mégis meghalt egy polgári áldozat 1945 áprilisában, amikor egy repülőgép bombát dobott a településre. A második világháború hat éve alatt a településnek 113 katonája halt meg: 109 fő a csatatéren, négyen pedig kint szerzett betegségek következtében, idehaza.
1951-ben az akkori Községi Tanács Végrehajtó Bizottsága kérelmet terjesztett elő, hogy a település nevét változtassák Istvánfalvára, de ez a kérés nem teljesült.
A világháború után az itt élők többsége a mezőgazdaságból élt, 1948-ban alakult meg az első szövetkezet. 1954-ben kiépült a villanyhálózat, majd 1959-ben megépült a művelődési ház. 1962-ben óvoda, 1965-ben új ABC-áruház kezdte meg a működését. 1968-ban gyógyszertárat, 1969-ben pedig idősotthont is avattak a községben. 1983-ban bevezették a vezetékes földgázt, 1984-ben pedig az iskola új résszel bővült. A későbbi években is folyamatosan korszerűsítették, szükség szerint felújították a közintézményeket, alakítják a település központi részét.
Infrastrukturális fejlettségére való tekintettel Szentistván 1988-ban nagyközség címet kapott. A település ma messze földön híres a népművészetéről, a helyi matyó hagyományok ápolásáról.

### Tilaj, Montaj
Itt kell szólni a forrásokban már 1279-től szereplő Tilajról, mely a középkorban még önálló falu volt, templomát is említik a korabeli források. 1960-ig Szentistván határához tartozott, 1930-ban 115, 1960-ban már csak 7 lakója volt. Mára már csak temetője maradt fenn.
A középkorban szintén önálló falu volt Montaj, melyet 1319-ben birtokosa az egri káptalanra hagyott. Itt 1939-ben 139 személy lakott.
1905-ben ezek a helyek külterületi lakott helyként Szentistvánhoz tartoztak, csakúgy, mint Salamonta, Batúz, Nyárjas, Fehérlói csárda és még néhány környező tanya.

## Közélete

### Polgármesterei
- 1990–1994: Ördög Jakab (független)[3]
- 1994–1998: Ördög Jakab (független)[4]
- 1998–2002: Ördög Jakab (független)[5]
- 2002–2006: Ördög Jakab (független)[6]
- 2006–2010: Ördög Jakab (független)[7]
- 2010–2014: Koncz József (független)[8]
- 2014–2017: Dr. Pusztai-Csató Adrienn (független)[9]
- 2017–2019: Dobóné Koncz Judit (független)[10]
- 2019–2024: Dobóné Koncz Judit (független)[11]
- 2024– : Dobóné Koncz Judit (független)[1]

A településen 2017. július 9-én időközi polgármester-választást (és képviselő-testületi választást) tartottak, az előző képviselő-testület önfeloszlatása miatt. A választáson a hivatalban lévő polgármester is elindult  az Új Kezdet párt színeiben, de három jelölt közül csak a második helyet szerezte meg.

## Népesség
A település népességének változása:
| Lakosok száma | 2520 | 2484 | 2429 | 2365 | 2307 | 2335 | 2357 |
|               | 2013 | 2014 | 2015 | 2021 | 2022 | 2023 | 2024 |

2001-ben a település lakosságának 98%-a magyar, 2%-a cigány nemzetiségűnek vallotta magát.
A 2011-es népszámlálás során a lakosok 82,2%-a magyarnak, 4% cigánynak, 0,3% németnek, 0,3% ukránnak mondta magát (17,4% nem nyilatkozott; a kettős identitások miatt a végösszeg nagyobb lehet 100%-nál). A vallási megoszlás a következő volt: római katolikus 55,4%, református 5%, görögkatolikus 0,4%, evangélikus 0,2%, felekezeten kívüli 9,5% (28,5% nem válaszolt).
2022-ben a lakosság 89,2%-a vallotta magát magyarnak, 1,9% cigánynak, 0,5% németnek, 0,1% románnak, 2,8% egyéb, nem hazai nemzetiségűnek (10,1% nem nyilatkozott; a kettős identitások miatt a végösszeg nagyobb lehet 100%-nál). Vallásuk szerint 36,9% volt római katolikus, 5,1% református, 0,6% görög katolikus, 0,7% egyéb keresztény, 9,1% felekezeten kívüli (46,5% nem válaszolt).

## Nevezetességei

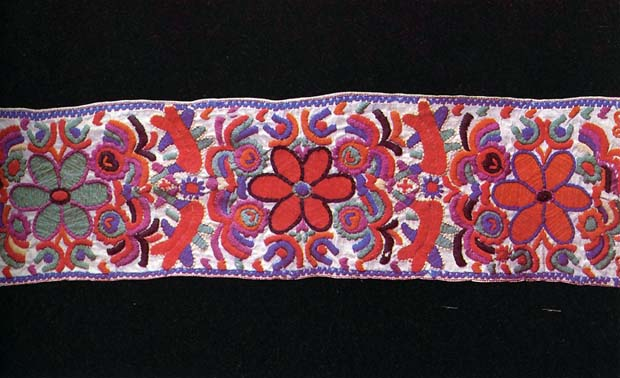
Szentistváni hímzés, gyapjúval hímzett lepedőbetét csíkja (1900 körül)

Szentistván, a három „matyó” település (Mezőkövesd, Szentistván, Tard) egyike. A „matyó” név eredetét sokan kutatták, s kutatják még napjainkban is. „A szorgalmas népű, szép magyar fajtájú község lakossága elismert nevet vívott ki, elsősorban asszonynépe a matyó népművészet magas színvonalra való fejlesztésével és a kézimunkázás és hímzés szorgalmas művelésével” – írja az 1939-ben készült Borsod Vármegye Krónikája című kiadvány szerzője. Régen és még ma is, a hímzés sok asszonynak a megélhetés forrása, kiegészítője. Díszes, matyó népviseleti ruhájukat szívesen magukra öltik az idelátogatók kedvéért.
A településen található műemlék a Szent István király tiszteletére épített templom, melynek falát Takács István festőművész freskói díszítik. A történelmet őrzik és idézik a háborúk áldozatai tiszteletére emelt emlékművek a Hősök terén. Közöttük és kiemelkedve kapott helyet a Millennium tiszteletére államalapítónk, Szent István király alakját és emlékét őrző műalkotás. Artézi víz-forrás a település központjában található Szent István kútja. Ma már az 1890-es években épült műemlék tájház is történelem. A Hősök terén megtalálható még az István Király Általános Iskola is.  
- Barokk római katolikus templom
- Az I. világháborús emlékmű
- II. világháborus emlékmű háttérben az "új" iskola épülete
- Az István király iskola régi épülete, előtérben Szent István szobra
- Tájház
- Szentistváni utcarészlet 1906

## Híres emberek
- Itt született és hosszú időn keresztül élt és alkotott Juhász József író, költő, festőművész (1914. március 18. – 2003.március 9.). Tizenöt kötete jelent meg, köztük egy szociográfia, két műfordítás, három prózai mű.